# Juli 2015
Dit artikel geeft een chronologisch overzicht van de belangrijkste gebeurtenissen per dag van de maand juli in het jaar 2015.

## Gebeurtenissen

### 1 juli
- De Verenigde Staten en Cuba kondigen de opening van ambassades aan. Op 20 juli opent de VS een ambassade in de Cubaanse hoofdstad Havana.
- Het Russische staatsbedrijf Gazprom zet gasleveringen aan Oekraïne stop.
- Bij aanvallen door moslimextremisten op legercheckpoints in het Egyptische schiereiland Sinaï komen zeker dertig soldaten om het leven.
- Een meerderheid in de Nederlandse Tweede Kamer stemt tegen de verhoging van het lage btw-tarief.
- De Egyptische politie schiet negen leden van de Moslimbroederschap dood in de hoofdstad Caïro.
- Klokkenluiderwebsite WikiLeaks publiceert documenten waaruit blijkt dat de Amerikaanse inlichtingendienst NSA naast de Duitse bondskanselier Angela Merkel ook Duitse ministers afluisterde.
- Het Egyptische kabinet neemt een speciale antiterreurwet aan.

### 2 juli
- Een rechter in de Nederlandse stad Den Haag bepaalt dat advocaten niet meer afgeluisterd mogen worden door de inlichtingendiensten AIVD en MIVD zonder onafhankelijke toetsing vooraf.
- Een veerboot met 173 passagiers kapseist voor de kust van de Filipijnen. Hierbij komen minstens 36 mensen om het leven.
- Bij een aanslag op een VN-konvooi in het noorden van Mali komen vijf Burkinese blauwhelmen om het leven.
- IS-strijders vernietigen Romeinse sculpturen afkomstig uit de Syrische stad Palmyra.
- In het oosten van Pakistan stort een trein in een rivier. Hierbij komen minstens twaalf mensen om het leven.
- Karim Rekik zet zijn handtekening onder een vierjarig contract bij Olympique Marseille. De Franse voetbalclub neemt de verdediger uit Den Haag over van Manchester City, dat Rekik de afgelopen twee seizoenen verhuurde aan PSV Eindhoven.
- Bij aanvallen van terreurgroep Boko Haram in het noordoosten van Nigeria komen meer dan negentig mensen om het leven. Boko Haram-strijders vielen woningen en diverse moskeeën binnen en openden het vuur op de aanwezigen.
- WikiLeaks-oprichter Julian Assange vraagt president François Hollande om asiel in Frankrijk.

### 3 juli
- Een krachtige aardbeving van 6,4 op de schaal van Richter in het westen van China eist minstens zes mensenlevens.
- Frankrijk weigert de asielaanvraag van WikiLeaks-oprichter Julian Assange.
- Het Duitse parlement stemt in met een aanscherping van de asielwetgeving.
- Bij een explosie in een chemiefabriek in het zuidoosten van Korea komen zes werknemers om het leven.
- De Griekse eilandengroep Cycladen kampt met een tekort aan geïmporteerd voedsel en medicijnen.
- Bij twee zelfmoordaanslagen in het noorden van Nigeria komen meer dan tien mensen om het leven.
- Palestijnse veiligheidstroepen arresteren meer dan honderd Hamas-leden op de Westelijke Jordaanoever.
- Het hoogste gerechtshof in Griekenland bepaalt dat het geplande referendum van 5 juli grondwettelijk is.
- Bij drie aanvalen van terreurgroep Boko Haram in het noordoosten van Nigeria komen minstens vijftig mensen om het leven.
- Bij drie autobomaanslagen in de Libische stad Derna komen zeker tien mensen om het leven.

### 4 juli
- Bij een aanval van terreurgroep Boko Haram op een dorp in het noordoosten van Nigeria komen bijna dertig mensen om het leven.
- In Tonga vindt de officiële kroning van koning Tupou VI plaats.
- Het Syrische leger begint samen de Libanese beweging Hezbollah een offensief om de stad Zabadani te heroveren op de rebellen.
- De Braziliaanse president Dilma Rousseff onthult het ontwerp van de fakkel van de Olympische Spelen van 2016.
- De Franse wielerwedstrijd Tour de France gaat van start in de Nederlandse stad Utrecht.
- Bij een bomaanslag in een moskee in de Syrische stad Arihah komen meer dan tien leden van Al-Nusra Front om het leven.
- De Tunesische president Beji Caid Essebsi kondigt voor een periode van dertig dagen in het hele land de noodtoestand af vanwege de aanslag in Sousse.
- Terreurgroep IS verspreidt beelden van een executie van 25 Syrische soldaten in de stad Palmyra.
- Luchtaanvallen door de Egyptische luchtmacht op het schiereiland Sinaï eisen aan zeker 25 militante moslims het leven.
- Bij zestien luchtaanvallen door de internationale coalitie onder aanvoering van de Verenigde Staten op IS-doelen in de Syrische stad Raqqa komen 22 mensen om het leven, onder wie zes burgers.

### 5 juli
- De Verenigde Staten winnen voor de derde keer het WK vrouwenvoetbal door in de finale Japan te verslaan.
- Het Chileense elftal wint voor het eerst in haar historie de Copa América.
- Franse champagne is door de UNESCO op de Werelderfgoedlijst gezet.
- In het oosten van China stort het dak van een schoenenfabriek in. Hierbij komen zeker elf arbeiders om het leven.
- Bij een zelfmoordaanslag in een kerk in het noordoosten van Nigeria komen zeker zes mensen om het leven.
- Bij een mijnontploffing in Oost-Oekraïne komen vijf regeringssoldaten om het leven.
- Een meerderheid van de Grieken spreekt zich in een referendum uit tegen de voorstellen van de schuldeisers.
- Bij een bomaanslag in een moskee en restaurant in het midden van Nigeria komen meer dan veertig mensen om het leven.

### 6 juli
- Er woeden 121 bosbranden in het midden van Canada.
- De Griekse minister van Financiën Yanis Varoufakis stapt op.
- Bij een verkeersongeval in Turkije komen zeker vijftien landwerkers om het leven.
- Een Iraaks gevechtsvliegtuig bombardeert per ongeluk een wijk in de hoofdstad Bagdad. Hierbij komen meer dan tien mensen om het leven.
- Het Hongaars parlement stemt in met een strenge asielwet. De wet voorziet in de bouw van een hek langs de grens met Servië om asielzoekers tegen te houden.
- Een luchtaanval door de internationale coalitie onder aanvoering van Saoedi-Arabië op een markt en veemarkt in Jemen eist aan bijna honderd burgers het leven. Bij een bombardement op een legerpost van de Houthi's in het zuiden van het land vallen meer dan vijftig doden.
- De Europese Centrale Bank besluit de noodsteun aan de Griekse banken niet te verhogen.
- Bij een aanval door terreurgroep Al-Shabaab op een dorp in het noordoosten van Kenia komen veertien christenen om het leven.

### 7 juli
- Een team van Nederlandse archeologen vindt meer dan 450 stenen werktuigen uit de laatste ijstijd in een akker in het noorden van de provincie Drenthe.
- Bij een zelfmoordaanslag door terreurgroep al-Nusra Front op een Syrische legerpost in Aleppo komen 25 militairen om het leven.
- Bij zelfmoordaanslagen in de Nigeriaanse steden Zaria en Jos komen bijna zeventig mensen om het leven. Terreurgroep Boko Haram eist de aanslagen op.
- De boksbond World Boxing Organization pakt de weltergewicht titel van de wanbetalende Amerikaanse bokser Floyd Mayweather af. Mayweather kreeg de titel nadat hij tijdens het zogenoemde gevecht van de eeuw op 2 mei 2015 de Filipijnse bokser Manny Pacquiao versloeg.
- Terreurgroep IS doodt een Iraakse journaliste door middel van onthoofding.
- De partij CNDD-FFD van president Pierre Nkurunziza wint de Burundese parlementsverkiezingen.
- Bij een schietpartij in de Amerikaanse stad Baltimore komen drie mensen om het leven.

### 8 juli
- Het aantal Amerikaanse militairen vermindert in de komende twee jaar met 40.000.
- Griekenland dient een verzoek in tot een driejarige lening bij het Europese noodfonds ESM.
- Tunesië bouwt een muur langs de grens met Libië om terroristen uit dat land tegen te houden.
- Klokkenluiderwebsite WikiLeaks publiceert documenten waaruit blijkt dat de Amerikaanse inlichtingendienst NSA naast de Duitse bondskanselier Angela Merkel ook haar voorgangers Helmut Kohl en Gerhard Schröder heeft afgeluisterd.
- Het Europees Parlement stemt in met verdere onderhandelingen met de Verenigde Staten over het vrijhandelsverdrag TTIP.
- Een rechtbank in Irak veroordeelt vierentwintig IS-strijders tot de doodstraf wegens hun rol bij de moord op 1700 Iraakse militairen in de stad Tikrit in de zomer van 2014.
- Bij een reddingsoperatie door Belgen in de Syrische stad Aleppo worden ruim tweehonderd Syrische christenen gered en overgebracht naar België.
- Rusland gebruikt zijn vetorecht om een VN-resolutie over de massamoord op moslims in Srebrenica in 1995 te blokkeren.
- Een rechtbank in Italië veroordeelt de Italiaanse oud-premier Silvio Berlusconi tot een celstraf van drie jaar wegens omkoping.
- Bij gevechten tussen Berbers en Arabieren in Algerije komen tweeëntwintig mensen om het leven.

### 9 juli
- De intergouvernementele organisatie OESO stelt in haar rapport dat veel jongeren die tijdens de economische crisis zijn afgestudeerd moeite hebben om na hun studie een baan te vinden. Ook waarschuwt de organisatie voor de gevolgen van langdurige werkloosheid.
- Volgens de Verenigde Naties zijn door de Syrische Burgeroorlog vier miljoen Syriërs het land uitgevlucht.
- In Jemen gaat vanaf vrijdag 10 juli 23:59 uur een zevendaagse wapenstilstand in. Dat meldt de Verenigde Naties.
- Een meerderheid in het Huis van Afgevaardigden in de Amerikaanse staat South Carolina stemt in met een voorstel om de confederatievlag weg te halen bij het parlementsgebouw van de staat.
- Griekenland stuurt via e-mail een nieuw bezuinigingsvoorstel naar Eurogroepvoorzitter Jeroen Dijsselbloem.
- Hackers maken de persoonlijke gegevens van 21,5 miljoenen Amerikanen buit bij de Amerikaanse federale instantie OPM.
- Britse astronomen ontdekken een nieuw superzwaar zwart gat. Het hemellichaam staat op een afstand van zo'n 42 miljoen jaren van de Aarde en ligt in het sterrenbeeld Vissen.
- Paleontologen ontdekken in Canada een nieuw dinosaurussoort. Het dier leefde tijdens het laatste deel van het Krijt en had lengte van ongeveer zeven meter. Hij werd verder gekenmerkt door hoorns op zijn kop. De soort kreeg de naam Wendiceratops.

### 10 juli
- Bij een uitdeelactie van gratis kleding aan armen in Bangladesh komen tweeëntwintig mensen om het leven. De slachtoffers werden door de opdringende menigte onder de voet gelopen.
- Bij een schietpartij in het zuiden van Duitsland komen zeker twee mensen om het leven.
- Bij een aanslag door terreurgroep al-Shabaab op een hotel in de Somalische hoofdstad Mogadishu komen zes mensen om het leven.
- De Duitse regering erkent de massamoord op tienduizenden Herero's en Nana's in Namibië als genocide.
- Paus Franciscus biedt excuses voor de misdaden van Katholieke Kerk jegens de inheemse Amerikaanse volkeren tijdens de Europese kolonisatie van Amerika.
- Een meerderheid in het Griekse parlement stemt in met de bezuinigingsvoorstellen van de Griekse regering.
- Het Servische ministerie van Binnenlandse Zaken verbiedt een herdenking in de hoofdstad Belgrado van de slachtoffers die vielen na de Val van de Bosnische stad Srebrenica in 1995.
- Russische troepen in Zuid-Ossetië annexeren eenzijdig een strook van ongeveer een kilometer breed Georgisch gecontroleerd grondgebied nabij het dorp Tsiteloebani, waarbij een stuk van de Bakoe-Soepsa pijpleiding onder Russische controle komt te vallen.

### 11 juli
- Een aanslag met een autobom bij het Italiaanse consulaat in de Egyptische hoofdstad Caïro kost aan zeker een persoon het leven. Terreurgroep IS eist de aanslag op.
- Duizenden mensen wonen in de Servische plaats Potočari de twintigste herdenking bij van de Val van Srebrenica in 1995.
- Bij een bomaanslag en een brandstichting in het zuiden van Thailand vallen zes doden.
- De Amerikaanse tennisster Serena Williams wint voor de zesde keer in haar loopbaan het Britse tennistoernooi Wimbledon door in de vrouwenfinale de Spaanse speelster Garbiñe Muguruza te verslaan.
- Bij een zelfmoordaanslag op een markt in de Tsjadische hoofdstad Ndjamena komen zeker vijftien mensen om het leven.
- Bij een aanslag bij een school in Pakistan komen drie kinderen om het leven.
- In Marokko sluiten de meeste strijdende partijen in Libië een vredesakkoord na bemiddeling van de Verenigde Naties. Het vredesakkoord voorziet ook in de vorming van een regering van nationale eenheid.

### 12 juli
- Het Nigerese leger verijdelt een aanslag door de Nigeriaanse terreurgroep Boko Haram op een gevangenis in het zuiden van het land. Hierbij komen drie Boko Haram-strijders en een Nigerese militair om het leven.
- Bij een brand in een verpleeghuis in het Spaanse stad Zaragosa komen acht bewoners om het leven.
- De Mexicaanse drugscrimineel Joaquin 'El Chapo' Guzmán ontsnapt via een ondergrondse tunnel uit de best beveiligde gevangenis van het land.
- Bij een bomexplosie in de Syrische stad Aleppo zijn delen van de muren van de Citadel van Aleppo ingestort.
- De Servische tennisser Novak Đoković wint voor de derde keer in zijn carrière het Britse tennistoernooi Wimbledon door in de mannenfinale de Zwitserse speler Roger Federer te verslaan.
- De Chinese politie arresteert ruim honderd advocaten en mensenrechtenactivisten op verdenking van lidmaatschap van een criminele organisatie.

### 13 juli
- Na ruim zeventien uur onderhandelen bereiken de regeringsleiders van de eurozone een akkoord over een derde steunpakket ter waarde van ongeveer 84 miljard euro voor Griekenland.
- Bij twee zelfmoord- en drie autobomaanslagen In de Iraakse hoofdstad Bagdad komen zeker 21 mensen om het leven.
- In Siberië stort een gebouw op een legerbasis. Hierbij komen 23 militairen om het leven.
- De Chinese politie laat circa tachtig van de ruim honderd gearresteerde advocaten en mensenrechtenactivisten vrij.
- Op een pluimveebedrijf in Lancashire, in het noordwesten van het Engeland, is de H7N7-variant van de vogelgriep vastgesteld.
- Hongarije begint met de bouw van een vier meter hoog hek langs de grens met Servië, om asielzoekers tegen te houden.
- De Nederlandse minister van Financiën Jeroen Dijsselbloem is herkozen als voorzitter van de Eurogroep.

### 14 juli
- Iraanse en westerse diplomaten melden dat er na bijna twee jaar onderhandelen een akkoord is bereikt over afbouw van het Iraanse atoomprogramma. In ruil hiervoor worden de sancties tegen Iran en het wapenembargo teruggeschroefd.
- NASA-wetenschappers stellen met behulp van de ruimtesonde New Horizons de diameter van de dwergplaneet Pluto vast op 2.370 kilometer. Daarmee is het hemellichaam iets groter dan eerder werd aangenomen.
- De Chinese politie schiet drie jihadisten dood.
- In het oosten van India zijn 27 pelgrims om het leven gekomen toen ze door een grote menigte onder de voet werden gelopen tijdens een hindoefestival.
- Griekenland mist voor de tweede keer een betaling aan het Internationaal Monetair Fonds.
- Het Surinaamse parlement herkiest Desi Bouterse als president.
- Een Russische bommenwerper Tupolev Tu-95 stort neer nabij de Russische grens met China. Hierbij komen twee inzittenden om het leven.
- Zuid-Jemenitische milities heroveren de luchthaven van Aden op de Houthi-rebellen.
- Onderzoekers die werken met de deeltjesversneller Large Hadron Collider kondigen de ontdekking aan van een nieuwe klasse van deeltjes, de pentaquark, die bestaat uit vier quarks en één antiquark. Men had het bestaan van het deeltje al in de jaren 60 voorspeld.

### 15 juli
- Het openbare leven in Griekenland ligt deels plat door een 24-uursstaking van de ambtenarenvakbonden.
- Een rechter in Duitsland veroordeelt de 94-jarige oud-SS'er Oskar Gröning tot een gevangenisstraf van vier jaar.
- Het Griekse ministerie van Volksgezondheid zet de uitvoer van 25 geïmporteerde medicijnen stop.
- Het Amerikaans onderzoeksbureau FBI rolt met de hulp van de Europese politieorganisatie Europol en de opsporingsdiensten uit onder andere Australië, Brazilië, Duitsland, Israël en het Verenigd Koninkrijk een digitale zwarte marktplaats op waar werd gehandeld in botnets, computervirussen en gestolen creditcardgegevens.
- De Italiaanse kustwacht redt circa 2.700 bootvluchtelingen op de Middellandse Zee.

### 16 juli
- Een meerderheid in het Griekse parlement stemt in met het akkoord tussen Griekenland en de overige eurolanden over een nieuw steunpakket ter waarde van ongeveer 84 miljard euro. Binnen de regeringspartij Syriza stemden 39 van de 149 parlementsleden tegen het akkoord.
- Het Japanse parlement stemt in met wetvoorstellen die de Japanse Zelfverdedigingstroepen meer macht geeft. De wetvoorstellen voorzien ook in de inzet van het Japanse leger in het buitenland.
- De Eurogroep bereikt een principeakkoord over een overbruggingskrediet van zeven miljard euro uit het Europese noodfonds EFSM voor Griekenland.
- De Amerikaanse oud-tienkamper Caitlyn Jenner kreeg de Arthur Ashe Courage Award uitgereikt  tijdens de uitreiking van de ESPY Awards in Los Angeles.
- De Europese Centrale Bank besluit de noodsteun aan de Griekse banken te verhogen met 900 miljoen euro.
- Bij een schietpartij bij een kantoor van de Amerikaanse marine in de stad Chattanooga komen vijf mensen om het leven, onder wie de schutter.
- Irak sluit de grens met Jordanië voor onbepaalde tijd af om geldstromen van terreurgroep IS aan banden te leggen.
- Een dubbele explosie op een markt in de Nigeriaanse stad Gombe eist aan vijftig mensen het leven.

### 17 juli
- In het zuiden van Griekenland woeden hevige bosbranden, onder meer in een wijk van Athene. Er is al hulp ingeroepen van Italië en Frankrijk. Op Peloponnesos zijn vier dorpen ontruimd.
- De Oekraïense Anti-Terrorist Operation (ATO) meldt op haar Facebookpagina dat er de afgelopen 24 uur meer dan zestig aanvallen van de separatistische rebellen zijn geweest op zowel het leger als op burgerlijke doelen. Eerder deze week zijn bij gevechten circa twaalf Oekraïense soldaten omgekomen en tientallen gewonden gevallen.
- In het Oost-Oekraïens dorp Grabovo nemen honderden mensen deel aan een processie ter herdenking van de slachtoffers van de ramp met vlucht MH17. Ook in Australië en Nederland worden de slachtoffers van de vliegramp herdacht.
- Een meerderheid in het Duitse parlement stemt in met onderhandelingen over een nieuw steunpakket voor Griekenland. Ook gaat het Duitse parlement akkoord met een overbruggingslening voor het Zuid-Europese land.
- De Europese Unie gaat akkoord met het overbruggingskrediet van zeven miljard euro uit het Europese noodfonds ESM voor Griekenland.
- Bij gevechten tussen de Egyptische politie en aanhangers van de verboden islamitische organisatie Moslimbroederschap in de hoofdstad Caïro komen minstens zes mensen om het leven.
- Bij een aanslag met een autobom op een markt in de Iraakse stad Khan Bani Saad komen meer dan honderd mensen die het einde van de vastenmaand Ramadan aan het vieren waren om het leven. Terreurgroep IS eist de aanslag op.
- De Griekse premier Alexis Tsipras heeft de ministers die tegen het akkoord tussen Griekenland en de overige eurolanden hebben gestemd uit zijn kabinet gegooid.
- Bij een mijninstorting in het westen van de Filipijnen komen drie mensen om het leven.

### 18 juli
- Het Griekse ministerie van Financiën maakt bekend dat op maandag 20 juli de banken in het land weer opengaan. De limiet van zestig euro bij het pinnen blijft van kracht.
- Bij een ongeval met een reddingshelikopter in Slowakije komen de vier inzittenden om het leven.
- Saoedi-Arabië pakt 431 mensen op die ervan worden verdacht banden te hebben met terreurgroep IS.
- Een brand in San Bernardino County in de Amerikaanse staat Californië legt 3.500 acre in de as. Het vuur heeft ook drie huizen en meer dan veertig auto's verwoest.
- De Italiaanse politie arresteert op Sicilië drie Egyptenaren op verdenking van mensensmokkel.
- Een aanval van islamitische militanten op de Algerijnse hoofdstad Algiers kost aan elf soldaten het leven.
- Bij een aanval met mortiergranaten op militaire controleposten op het Egyptische schiereiland Sinaï komen vijf militairen om het leven.

### 19 juli
- Bij beschietingen tussen het Oekraïense leger en pro-Russische rebellen in het oosten van het land komen vier mensen om het leven.
- Terreurgroep IS ontvoert drie christenen in Libië.
- Bij een raket- en granaataanval door de Houthi-rebellen op de Jemenitische stad Aden komen meer dan veertig mensen om het leven.
- In de Malinese stad Timboektoe zijn veertien mausolea herbouwd, drie jaar nadat ze werden verwoest door extremistische moslims.

### 20 juli
- Na drie weken gesloten te zijn geweest, zijn de banken in Griekenland weer open. Er mag maximaal 420 euro per week worden opgenomen.
- De Verenigde Staten en Cuba openen een ambassade in elkaars land.
- In Libië zijn vier Italianen ontvoerd.
- Bij een explosie in het zuidwesten van de Turkse provincie Şanlıurfa nabij de grens met Syrië komen dertig mensen om het leven.
- Bombardementen door de internationale anti-IS-coalitie onder aanvoering van de Verenigde Staten op een legerpost in de Afghaanse provincie Lowgar eisen aan tien Afghaanse militairen het leven.
- De wereldvoetbalbond FIFA stelt de datum voor de voorzittersverkiezing van de voetbalbond vast op 26 februari 2016.
- De Europese Unie besluit om de komende twee jaar 32.500 bootvluchtelingen te verdelen over de EU-lidstaten.
- Leden van terreurgroep IS kopen grote stukken grond in het Bosnische dorp Ošve.
- Duizenden mensen komen bijeen op het Taksimplein in de Turkse stad Istanboel om te demonstreren tegen president Erdogan.
- De Verenigde Staten gaat Nigeria helpen op het gebied van inlichtingen bij de strijd tegen terreurgroep Boko Haram.
- De Veiligheidsraad van de Verenigde Naties stemt unaniem in met het atoomakkoord dat de zes wereldmachten met Iran sloten.
- Liberia is voor de tweede keer ebolavrij verklaard.
- Zweedse wetenschappers vinden in het continent Antarctica 's werelds oudste sperma in een fossiel van de wormen Clitellata.
- De Europese Unie gaat Tunesië helpen op het gebied van grensbewaking bij de strijd tegen terrorisme.
- Griekenland heeft een betalingsachterstand bij het Internationaal Monetair Fonds (IMF) weggewerkt. Het Zuid-Europese land betaalde respectievelijk twee miljard en 4,2 miljard euro aan het IMF en de Europese Centrale Bank.

### 21 juli
- Bij beschietingen in de Burundese hoofdstad Bujumbura komen twee mensen om het leven.
- Een door de Verenigde Naties gecharterd schip met voedselhulp aan boord meert na vier weken aan in de Jemenitische havenstad Aden.
- De mensenrechtenorganisatie Human Rights Watch stelt in haar rapport dat de Egyptische veiligheidskrachten tientallen mensen hebben laten verdwijnen in de voorbije veertien maanden.
- Drie Spaanse journalisten worden vermist in de Syrische stad Aleppo.

### 22 juli
- China wint het wereldkampioenschap robotvoetbal door in de finale Nederland te verslaan.
- Twee politieagenten zijn doodgeschoten in de Turkse provincie Şanlıurfa. De moord op de agenten is opgeëist door de Koerdische militante organisatie PKK.
- Bij een zelfmoordaanslag op een markt in het Afghaanse district Almar komen vijftien mensen om het leven.
- De Europese Centrale Bank verhoogt de noodsteun aan de Griekse banken opnieuw met 900 miljoen euro.
- In de archieven van de universiteit van Birmingham zijn een van de oudste Koranfragmenten ter wereld gevonden.
- De voormalige premier van Egypte Ahmed Nazif is in hoger beroep veroordeeld tot vijf jaar cel voor corruptie. De straf is hoger dan de eerder opgelegde gevangenisstraf van drie jaar.
- Duizenden mensen protesteren bij het parlementsgebouw in de Griekse hoofdstad Athene tegen de nieuwe bezuinigingen.
- Bij een bomaanslag op een markt in de Iraakse hoofdstad Bagdad komen twintig mensen om het leven. Terreurgroep IS eist de aanslag op.
- Een viertal explosies in de Nigeriaanse stad Gombe kost aan tientallen mensen het leven.

### 23 juli
- Een meerderheid in het Griekse parlement stemt in met het doorvoeren van hervormingen die zijn afgesproken met de schuldeisers van het land.
- In Egypte is een veerboot omgeslagen op de Nijl. Hierbij komen 29 opvarenden om het leven.
- Amerikaanse archeologen ontdekken in Guatemala drie steentabletten van de Maya's.
- In de Egyptische hoofdstad Caïro zijn onderhandelingen gestart over een einde aan de burgeroorlog in Jemen.
- Turkije stuurt gevechtsvliegtuigen naar de grens met Syrië om het gebied te beschermen tegen terroristische aanslagen.
- Bij een aanval door terreurgroep IS op een Turkse grenspost komt een Turkse militair om het leven.
- De Japanse mediagroep Nikkei Inc neemt het Brits zakendagblad Financial Times over van het Brits mediabedrijf Pearson.
- NASA-astronomen ontdekken met behulp van de Kepler-ruimtetelescoop een Aarde-achtige exoplaneet. Deze kreeg de naam Kepler-452b.
- Voor de kust van Libië zijn veertig Afrikaanse bootvluchtelingen verdronken nadat hun boot was gezonken.
- De Amerikaanse justitie begint een uitgebreid onderzoek naar mogelijke betrokkenheid van verschillende banken bij de FIFA-omkopingszaak. Het gaat onder andere om het Britse Barclays, het Zwitserse Credit Suisse, het Duitse Deutsche Bank, het Britse HSBC en het Israëlische Bank Hapoalim.
- De Belgische Kamer van volksvertegenwoordigers erkent de massamoord in het Ottomaanse Rijk op de Armeniërs als genocide.

### 24 juli
- Bij een schietpartij in een bioscoop in de Amerikaanse stad Lafayette komen drie mensen om het leven, onder wie de schutter.
- Turkije voert bombardementen uit op drie doelen van terreurgroep IS in Syrië.
- De Turkse politie pakt 251 mensen op verdenking van terrorisme.
- In het noordoosten van Brazilië vinden wetenschappers het 113 miljoen jaar oud fossiel van een uitgestorven vierpotige slang. Het fossiel kreeg de naam Tetrapodophis amplectus.
- Bij een explosie in een vuurwerkfabriek in het zuidoosten van Italië komen zeven mensen om het leven.
- De zittende Burundese president Pierre Nkurunziza is herkozen voor een derde opeenvolgende termijn.
- Het leger van de Verenigde Staten gaat naast de Oekraïense reservisten ook de Oekraïense troepen trainen.
- Bij twee zelfmoordaanslagen door terroristen van IS in het westen van Irak komen 77 Iraakse militairen en vier burgers om het leven.
- Griekenland dient officieel een verzoek tot een nieuwe lening in bij het Internationaal Monetair Fonds.

### 25 juli

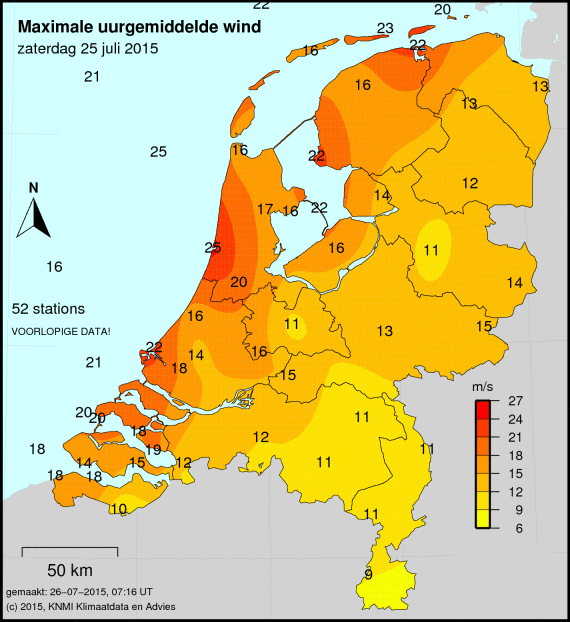
Maximale uurgemiddelden van de wind tijdens de zomerstorm van 25 juli 2015

- Er is er voor het eerst in meer dan 100 jaar officieel sprake van een zware zomerstorm in Nederland, er valt een dode door een omgevallen boom. Evenementen in de buitenlucht worden afgelast of aangepast.
- Een meerderheid in het Tunesische parlement stemt in met een nieuwe antiterrorismewet. De wet voorziet onder andere in de doodstraf voor terroristen.
- De Turkse luchtmacht voert bombardementen uit op zowel IS als PKK.
- Een grote brand bij de Franse stad Bordeaux legt 340 hectare bos in de as.
- Bij twee bomaanslagen op een zwembad in het noorden van Irak komen twaalf mensen om het leven.
- In Jemen gaat vlak voor middernacht een vijfdaagse wapenstilstand in.
- Bij een zelfmoordaanslag bij een café in het noorden van Kameroen vallen 19 doden en meer dan zestig gewonden.
- De Nederlandse wielrenner Niek Kimmann wint goud op het WK BMX in het Belgische Zolder. Bij de vrouwen gaat de wereldtitel naar de Venezolaanse wielrenster Stefany Hernandez.
- Bij bombardementen door de internationale coalitie onder leiding van Saoedi-Arabië bij de Jemenitische hoofdstad Sanaa komen 141 mensen om het leven.
- Duizenden mensen gaan in de Jemenitische hoofdstad Sanaa de straat op om protesteren tegen de bombardementen van de internationale coalitie onder aanvoering van Saoedi-Arabië.
- De Turkse politie heeft tijdens een grote antiterreuroperatie in 34 provincies 1.050 mensen gearresteerd.

### 26 juli
- Een Cessna-vliegtuig stort neer op een woonwijk in de Japanse hoofdstad Tokio. Hierbij komen drie mensen om het leven.
- Bij beschietingen en een bomaanslag in het zuidoosten van Turkije komen twee Turkse militairen om het leven.
- Colombia stopt met het bombarderen van doelen van de guerrillabeweging FARC.
- Een brand in de Amerikaanse staat Idaho legt dertig hectare natuur in de as. De brand ontstond nadat een wielrenner zijn behoefte langs de kant van de weg deed en het wc-papier in brand stak.
- Bij een bomaanslag op een markt in het noorden van Nigeria komen elf mensen om het leven.
- Een bomaanslag op een hotel in de Somalische hoofdstad Mogadishu eist aan dertien mensen het leven. Terreurgroep IS eist de aanslag op.
- De Chinese verzekeringsgroep Anbang Insurance Group rondt de overname af van de Nederlandse verzekeringsmaatschappij VIVAT.
- Turkije roept na de aanslagen door IS van vorige week op tot een spoedbijeenkomst van de NAVO-lidstaten.
- De Brit Chris Froome wint voor de tweede maal de Ronde van Frankrijk. Hij is ook de winnaar van de bolletjestrui. De Colombiaan Nairo Quintana is tweede en wint ook de witte trui. De Spanjaard Alejandro Valverde is derde. De Slovaak Peter Sagan wint het puntenklassement.

### 27 juli
- Een klein vliegtuig stort neer op een woonwijk in de Amerikaanse stad Riverside (Californië). Hierbij komt de piloot van het toestel om het leven.
- Bij een aanval door gewapende mannen op een busstation en een politiebureau in het noordwesten van India komen minstens zes mensen om het leven.
- Bij een vuurgevecht op een huwelijksfeest in het noorden van Afghanistan vallen zeker 20 doden en tien gewonden.
- Turkse tanks bestoken Koerdische strijders in Syrië die tegen terreurgroep IS vechten.
- De Koerdische YPG verovert de Syrische stad Sarrin op terreurgroep IS.
- In de Griekse hoofdstad Athene gaan onderhandelingen over een derde steunpakket voor Griekenland ter waarde van zo'n 86 miljard euro tussen het noodlijdende land en haar schuldeisers (ECB, Europese Commissie en IMF) van start.
- De Oostenrijkse justitie start een onderzoek naar de Nederlandse politicus Geert Wilders wegens opruiing.
- Ongeveer tienduizend campinggasten in Zuid-Frankrijk zijn geëvacueerd vanwege bosbranden.

### 28 juli
- De Zuid-Koreaanse premier Hwang Kyo-ahn kondigt het einde aan van de MERS-epidemie in zijn land. In de laatste twee maanden zijn 36 personen aan de ziekte overleden.
- John (Lord) Sewel, Chairman of Committees van het Britse Hogerhuis, treedt af nadat er enkele foto's en video's van hem zijn opgedoken  waarop hij zich met drugs en prostitutie inlaat.
- Ten westen van de Indonesische stad Jayapura vindt een zware aardbeving met een kracht van 7.0 op de schaal van Richter plaats.
- In de Nederlandse hoofdstad Amsterdam gaat de internationale Aidsconferentie AIDS Impact van start.
- Het Britse concern GKN Aerospace neemt de Nederlandse fabrikant van vliegtuigonderdelen Fokker Technologies over.
- Meer dan de helft van de bevolking van Jemen kampt met voedseltekorten. Dat meldt de hulporganisatie Oxfam Novib.
- In Japan gaat de ontmanteling van de kerncentrale Fukushima van start.
- Een rechter in Libië veroordeelt de Libische politicus Saif al-Islam al-Qadhafi tot de doodstraf wegens het bloedige neerslaan van vreedzame protesten tegen de regering van zijn vader Moammar al-Qadhafi tijdens de volksopstand in 2011.
- Bij een terreuraanval op enkele dorpen in het noordoosten van Nigeria komen 29 mensen om het leven.
- Bij een aardverschuiving als gevolg van hevige regenval in Indonesië komen minstens zes mensen om het leven.
- In het zuidoosten van Turkije is een Turkse militair doodgeschoten.
- Een brand in een meubelfabriek in Egypte eist aan 25 mensen het leven.
- Het Verenigd Koninkrijk steekt 7 miljoen pond (bijna 10 miljoen euro) in het beter beveiligen van de Franse kant van de Kanaaltunnel tegen ongewenste vreemdelingen.

### 29 juli
- Een aardbeving met een kracht van 5.9 op de schaal van Richter treft Panama.
- Bij een instorting van een gebouw in India komen negen mensen om het leven.
- De Pakistaanse politie schiet de leider van de verboden sekte Lashkar-e-Jhangvi Malik Ishaq dood.
- Amerikaanse artsen voeren de eerst dubbele handtransplantatie bij een kind uit.
- De Amerikaanse stad Los Angeles neemt een nieuwe wet aan waarin staat dat vuurwapenbezitters een patroonhouder met maximaal tien kogels mogen hebben.
- Bij een massabestorming van de Kanaaltunnel in het Franse Calais komt een migrant om het leven.
- Turkse gevechtsvliegtuigen voeren luchtaanvallen uit op doelen van de  PKK in het noorden van Irak.
- De Europese Commissie start een onderzoek naar prijsdiscriminatie door attractiepark Disneyland Paris.
- De Griekse justitie gaat onderzoeken of toenmalig minister van Financiën Yanis Varoufakis zich schuldig heeft gemaakt aan onder andere hoogverraad vanwege zijn geheime plannen voor een terugkeer naar de drachme bij een grexit.
- In de Veiligheidsraad van de Verenigde Naties spreekt Rusland een veto uit over een resolutie tot het instellen van een VN-tribunaal inzake de crash van vlucht MH17 op 17 juli 2014 boven Oost-Oekraïne.
- Tijdens een spoedberaad besluit de Britse regering om het toelatingsbeleid voor immigranten flink aan te scherpen.
- Op het Franse eiland Réunion spoelt op het strand een stuk van een vleugel aan dat hoogstwaarschijnlijk afkomstig is van een Boeing 777, mogelijk is het stuk afkomstig van de bijna anderhalf jaar geleden spoorloos verdwenen MH370.
- Uit Afghanistan komen berichten dat Mohammed Omar, de gevluchte leider van de taliban, al in 2013 zou zijn overleden.

### 30 juli
- Naar het voorbeeld van hun Franse collega's protesteren de boeren in België tegen de lage prijzen voor hun producten door onder andere op- en afritten van autosnelwegen en een aantal distributiecentra van supermarktketens te blokkeren.
- Een vrachtwagenchauffeur rijdt in op groep pelgrims die deelnamen aan de processie in het noorden van Mexico. Hierbij komen twintig mensen om het leven.
- De Koeweitse autoriteiten ontmantelen een IS-netwerk.
- Bij aardverschuivingen in het midden van Nepal komen vijftien mensen om het leven.
- Duizenden gevangenen komen in Myanmar vrij na een generaal pardon door de regering van het land.
- Astronomen ontdekken voor het eerst poollicht bij een ster op 18 lichtjaar afstand van de Aarde.
- Bij een aanslag door PKK-militanten op een bataljon in zuidoosten van Turkije komen drie Turkse militairen en een PKK-strijder om het leven.
- Tijdens de jaarlijkse Gay Pride-optocht in de Israëlische hoofdstad Jeruzalem worden zes deelnemers neergestoken door een ultraorthodoxe jood. Een van hen, een 16-jarig meisje, overlijdt drie dagen later. In 2005 had de man al drie mensen neergestoken tijdens een holebi-optocht.
- Terreurgroep IS opent in de Iraakse stad Mosoel haar eerste souvenirwinkel met onder andere zwarte IS-vlaggen, T-shirts, zwaarden, kalasjnikovs en dolken.

### 31 juli
- Bij overstromingen in het oosten van Pakistan komen meer dan 80 mensen om het leven en raken honderden dakloos.
- Israëlische kolonisten steken een huis in het noorden van de Westelijke Jordaanoever in brand. Hierbij komt een Palestijnse baby om het leven.
- De Chinese hoofdstad Peking krijgt de organisatie van de Olympische Winterspelen van 2022 toegewezen en wordt daarmee de eerste gaststad voor zowel de Olympische Zomerspelen als de Olympische Winterspelen.
- Klokkenluiderwebsite WikiLeaks publiceert documenten waaruit blijkt dat de Amerikaanse inlichtingendienst NSA de Japanse premier Shinzo Abe heeft afgeluisterd.
- Het Duitse Openbaar Ministerie besluit de 96-jarige oud-SS'er Michael Karkoc niet te vervolgen vanwege zijn hoge leeftijd.
- PKK-strijders schieten in het oosten van Turkije een spoorwegmedewerker dood. Bij een aanval door PKK-militanten op een politiebureau in zuiden van het land komen twee politieagenten en twee PKK-strijders om het leven.
- De Wereldgezondheidsorganisatie WHO maakt bekend dat een vaccin tegen ebola succesvol getest is op mensen.
- Er is vanavond en vannacht sprake van een blauwe maan in de meeste Europese landen met de Midden-Europese Zomertijd.
- De Griekse aandelenbeurs gaat maandag 3 augustus weer open, na ruim vijf weken dicht te zijn geweest.
- Overstromingen in Myanmar eisen aan meer dan 25 mensen het leven; tienduizenden zijn gevlucht. De regering van het land kondigt de noodtoestand af in verschillende regio's.
- Bij een crash met een privévliegtuig in het zuiden van het Verenigd Koninkrijk komen de vier inzittenden van het toestel om het leven, onder wie familieleden van de omgekomen al Qaida-leider Osama Bin Laden.
- De Verenigde Staten nemen als eerste land de straaljager F-35 officieel in gebruik.

## Overleden
← · januari · februari · maart · april · mei · juni · juli · augustus · september · oktober · november · december ·  →